# THJ-018
THJ-018（也称为SGT-17）是一种含氮有机化合物，化学式为C23H22N2O，是JWH大麻素JWH-018的结构类似物，其中JWH-018的吲哚基改为了THJ-018的吲唑基团，在互联网上作为狡詐家藥物销售。